# Istina (album Dječaka)
Istina je drugi studijski album hrvatskog hip-hop sastava Dječaci objavljen 14. studenoga 2011. godine. Rastuću popularnost ovog splitsko-zagrebačkog sastava dokazuje rasprodanost prve naklade albuma u samo dva dana te je album bio najprodavaniji u cijeloj državi toga tjedna. U CD paketu se dobiva 48x24 cm poster Istine i njihovog brasso Hudinija ispred kordona policije. Na upit ljudi o vjerodostojnosti slike, Dječaci dokazuju da naslovna slika nije fotomontaža. Na albumu gostuju Papi Batina, Krešo Bengalka, Vuk Oreb, General Two i Kid Rađa.

## Popis pjesama
| Br. | Skladba           | Skladatelj           | Trajanje |
| --- | ----------------- | -------------------- | -------- |
| 1.  | »Istina«          | Vojko Vrućina, Zondo | 3:45     |
| 2.  | »Maci«            | Vojko Vrućina, Zondo | 5:04     |
| 3.  | »Cigan«           | Vojko Vrućina        | 4:23     |
| 4.  | »Lovrinac«        | Vojko Vrućina        | 3:44     |
| 5.  | »Dalmacija«       | Zondo                | 5:40     |
| 6.  | »Med«             | Zondo                | 3:11     |
| 7.  | »Evala«           | Zondo                | 3:11     |
| 8.  | »Sto eura«        | Vojko Vrućina        | 1:10     |
| 9.  | »Miris«           | Vojko Vrućina, Zondo | 4:48     |
| 10. | »Janeway«         | Vojko Vrućina, Zondo | 4:18     |
| 11. | »Siromašan«       | Vojko Vrućina        | 3:24     |
| 12. | »Leteće sranje«   | Vojko Vrućina, Zondo | 2:30     |
| 13. | »ZGB«             | Marvel               | 3:29     |
| 14. | »Za bebu«         | Zondo                | 3:24     |
| 15. | »Aladin«          | Zondo                | 2:08     |
| 16. | »Deblo«           | Vojko Vrućina, Zondo | 3:58     |
| 17. | »After u zatvoru« | Vojko Vrućina        | 3:27     |

## Videospotovi
Snimljeni su spotovi za skladbe After u zatvoru, Siromašan, Miris,  Lovrinac, i Dalmacija.

## Postava
1. Vojko Vrućina ( vokali i glazba)
2. Ivo Sivo (vokali)
3. Zondo (vokali i glazba)

## Nominacije i nagrade
Album Istina bio je nominiran za Porina za najbolji album klupske glazbe. Skladba "Lovrinac" bila je nominirana za Porina za hit godine.